# Ijaci
Ijaci là một đô thị thuộc bang Minas Gerais, Brasil. Đô thị này có diện tích 105,387 km², dân số năm 2007 là 5687 người, mật độ 52,2 người/km².